# 塔利埃辛

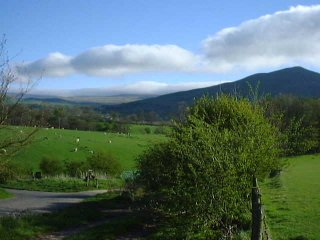
阿普尔比（Appleby）与彭里斯（Penrith）之间的伊登河 (坎布里亚郡)谷。这一地区在塔利埃辛的赞美诗中被充满深情地称作雷格德的心脏地带。

塔利埃辛（英语、威尔士语：Taliesin；又译塔列辛和塔列森；活跃于6世纪；英语国际音标：/ˌtælˈjɛsɪn/，威爾斯語發音：[talˈjɛsɪn]）是不列颠次罗马时代的一位早期布立吞诗人。中古威尔士语手稿《塔利埃辛之书》（又译《塔列森书》）也许是他幸存的作品。他是一位有名的吟游诗人，并且据信他曾至少在三位凯尔特人不列颠国王的宫廷中唱过歌。
在被保存下来的诗中，有多达十一首已被确定是6世纪的，并且它们被归给了这位历史上的塔利埃辛。这部作品大部分都是在赞美雷格德的伊里恩国王及其王子奥瓦因·马布·伊里恩，然而有一些诗却暗示他还当过波伊斯的布罗赫韦尔·伊斯吉斯罗格国王及其继承者基南·加伦的宫廷诗人，而这段时间要么是在他处于伊里恩宫中之前，要么就是在这期间。诗中提到的一些事件，例如阿尔夫德里德之战（约583年），在其他的原始资料中也被提到过。
塔利埃辛的名字也曾在阿尔弗雷德·丁尼生勋爵的《国王的叙事诗》及之后的一些作品中被拼写为“Taliessin”。在中古威尔士语中，他的名字意为“光亮的额头”。在传说和中世纪威尔士诗歌中，他经常被称为塔利埃辛·本·贝尔德（Taliesin Ben Beirdd，“塔利埃辛，吟游诗人之首”，或“塔利埃辛，诗人之首”）。在《布立吞人史》中，他和塔尔海阿尔恩·塔德·阿文（“塔尔海阿尔恩，沉思之父”）、阿内林、布卢赫瓦尔德（Blwchfardd）及基安·圭尼斯·古奥德（Cian Gwenith Gwawd，“基安，歌中小麦”）一起被称为五位有名的不列颠诗人。在诗集《戈多丁》中，他也被提到过。他在12世纪中期很受尊重，被认为是许多传奇的作者。
根据传说，塔利埃辛曾是圭德诺·加兰希尔之子埃尔芬的养子，并且他曾预言了迈尔贡·圭内斯会死于“黄瘟疫”（黄热病）。在之后的故事中，他成为了一名神话英雄，变为了受祝福的布兰与亚瑟王的同伴。在后来的一些相关文章中（见下文）能找到他的传奇般的传记，其中最早的幸存下来的记叙文是在一部手写的编年世界史中被找到的，其作者是16世纪的埃利斯·格里菲德（Elis Gruffydd）。

## 塔利埃辛之书
除了塔利埃辛他自己的诗以外，并没有对他的记录。他的那些记录被记录在14世纪的手稿《塔利埃辛之书》之内。这本书含有56首诗，其中大多数都是之后的时期的，但其中也有一些被承认是6世纪的。这些诗提到了伊里恩在阿尔戈伊德卢伊瓦因（Argoed Llwyfain）与古恩伊斯特拉德（Gwen Ystrad）之战的胜利。在其中的第一场战役中，伊里恩之子奥瓦因与其父王并肩战斗并杀死了敌方统帅弗拉姆敦（Fflamddwyn）。有一些学者认为弗拉姆敦就是伯尼西亚的艾达，而这场战斗发生在547年左右。由于相关的年表并不是完全清楚的，所以在伊里恩死后，塔利埃辛也许服侍过奥瓦因·马布·伊里恩，也许没服侍过。塔利埃辛确实是比奥瓦因活得更久，其证明是他为奥瓦因之死创作了一首挽诗。虽然如此，但是并没有证据证明他比伊里恩活得更久。塔利埃辛还为威尔士的波伊斯的国王基南·加伦唱过赞歌。
学者们相信，《塔利埃辛之书》的一些文本，是10世纪威尔士语的样本。塔利埃辛那个时代（6世纪）的威尔士语诗歌就算不是所有的都是口口相传的，至少也有许多首是口口相传的，因此，有可能原来的那些诗是在四个世纪后才被以当时（10世纪）的拼写方式首次写下。艾弗·威廉姆斯爵士的工作为古威尔士语的学术研究——尤其是为早期威尔士语诗歌的学术研究——帮忙打下了基础，他还出版了原文加注释的《塔利埃辛之歌（Canu Taliesin）》（1960），其后又出版了一个英文版的《塔利埃辛之诗（The Poems of Taliesin）》（1968）。
约翰·格韦诺格夫林·埃文斯将《塔利埃辛之书》的时间定在1275年左右，但是现在丹尼尔·休斯（Daniel Huws）却将之定在14世纪的头二十五年内。这部诗集中的大多数诗都是相当晚的（10到12世纪左右），不过尽管其中的其他的诗被认为是别的诗人写的，但是仍有一些诗被宣称是塔利埃辛所作。在《塔利埃辛之书》的页边空白处，现在还尚存着一些“记号”，它们被推测是对诗歌的判定——或者至少是在估量其“价值”。
在《塔利埃辛之书》的诗歌中，有十二首是写给历史上著名的国王的，比如波伊斯国王基南·加伦和埃尔梅特的瓜洛格。不过，有八首诗都是写给伊里恩·雷格德的。伊里恩的王国集中在今天的英格兰与苏格兰的分界线上的索尔韦湾地区并向东延伸到了卡特赖斯（Catraeth，大多数学者将之定为今天的北约克郡的卡特里克），向西延伸到了加洛韦。还有一首挽诗（marwnad）是写给伊里恩之子奥瓦因的。
剩下的包含一些神话和宗教主题的诗歌，还有一些“不列颠大预言”之类的作品，其内容暗示了它们是之后的作者写的。联系历史上的塔利埃辛的作品，它们许多缺乏特性、格律和“诗歌终场词”。这样的素材许多都与传说中的塔利埃辛相关。

### 塔利埃辛所作诗歌
在我定形之前，
我曾千变万化。
我曾是剑，精细而色彩斑驳，
我曾是空中的眼泪，
我曾是群星中最晦暗者。
我曾是文字中的一个词，
我曾是一卷原版的书。
塔利埃辛·本·贝尔德的片段

## 关于其生平的传奇记述
关于塔利埃辛的生平的更详细的传说出现在威尔士的中世纪，时间大约是从11世纪开始，相关的文献是《塔利埃辛的故事（Historia Taliesin）》（从16世纪幸存）。根据这些文本所记，塔利埃辛曾是埃尔芬·阿普·圭德诺的养子，并且是埃尔芬将其取名为塔利埃辛，意为“光亮的额头”，之后埃尔芬成为了威尔士的锡尔迪金的一位国王。这个传说故事说塔利埃辛之后在埃尔芬在阿贝尔迪维（威尔士语：Aberdyfi；英语称阿伯多维，Aberdovey）的宫中长大，并且在13岁时，他拜见了埃尔芬的长辈迈尔贡·圭内斯国王并正确地预言了迈尔贡将死及其死法。一些被认为是塔利埃辛所写的中世纪诗歌拐弯抹角地说到了这个传说故事，但是它们是在这位历史上的诗人的在世时期之后，并且至少晚了500年。
至于说他曾是亚瑟王宫中的一位吟游诗人，这一概念则至少回溯到基尔胡赫与奥尔文的传说，而这个传说也许是11世纪的一件作品。在这之后，这一概念又在现代英语诗歌中得到了发挥，比如丁尼生的《国王的叙事诗》和查尔斯·威廉姆斯的《洛格雷斯的塔利埃辛（Taliessin Through Logres）》（又译《塔列森》）。无论如何，历史上的塔利埃辛的经历可被证明是出现在6世纪下半叶，而认为亚瑟王存在的那些历史学家们将亚瑟王在巴当山之战的胜利定在了公元500年前后；另外，《威尔士记》称亚瑟王死于或消失于卡姆兰之战的时间是532年，只比在不列颠诸王史中找到的542年早10年。
塔利埃辛之墓是锡尔迪金的一座山顶上的青铜时代古墓，与阿贝尔迪维相望（见上文）。这是他的墓穴的一个传说场所，不过，位于山脚的特雷-塔利埃辛村，倒确确实实是在19世纪以这位吟游诗人命名的。
18世纪的文学伪造者伊奥洛·摩根手中的一份手稿宣称塔利埃辛是兰亨诺克的圣赫努格（Saint Henwg）之子，但是这与每个其他的事实与传说对立。在那份手稿说，塔利埃辛被说成是在威尔士的格拉莫根的兰韦辛（Llanfeithin）的卡图格（Catwg）的学校受的教育，而历史学家吉尔达斯也上过那所学校。年轻的塔利埃辛在海边捕鱼时被爱尔兰海盗抓走。据称他用木制的小圆盾作小舟而逃走了。他在一处鱼梁上登陆，而那处鱼梁正是伊里恩之子埃尔芬的（不过，所有中世纪威尔士原始资料都说埃尔芬是圭德诺·加兰希尔之子）。伊里恩让塔利埃辛当上了埃尔芬的指导老师，还给了他一处地产。但是在被引到了这位战士首领的宫殿之后，塔利埃辛就立即成为了他最重要的吟游诗人。他在埃尔芬的战争中追随对方，并为其胜利写诗。
在16世纪中期，埃利斯·格里菲德记录了关于塔利埃辛的一个传说故事，这个故事在某些方面类似于童年的爱尔兰英雄菲恩·麦库瓦尔与智慧鲑鱼的故事。格利利夫迪的约翰·琼斯的一个稍微不同的版本（约1607年）也记录了这个传说故事。基于这些记述的一个合成版被展示在下文中。

### 出生
塔利埃辛原名圭昂·巴赫（Gwion Bach），是亚瑟王统治时期的贵族特吉德·沃伊尔（Tegid Foel）的妻子凯丽杜恩的仆人。凯丽杜恩是一名魔法师，她会三种魔法：魅惑、戏法、占卜。她有一个美丽的女儿和一个叫莫尔夫兰的难看的儿子。莫尔夫兰的名字意为“大乌鸦”。他的外貌连魔法也治不了。之后他更名为阿瓦格迪（Afagddu），意为“彻底的黑暗”。凯丽杜恩觉得，为了让他得到贵族们的尊重与接受，他便不得不具有非凡的本领，这才能弥补他丑陋的相貌。所以凯丽杜恩设法将智慧与知识的礼物给他。通过她的魔法，她找到了将这些特殊的本领给她儿子的方法，于是她从地上找到了特殊的草药，但是要实现这一灵感（威尔士语：Awen），就需要在大锅里将草药不断地边煮边搅一年又一天。
一个名字未知的盲人被凯丽杜恩派来搅拌大锅，而小伙子圭昂·巴赫则负责烧它下面的火。大锅将会生成的前三滴液体是“特别学习自各种法术，且充满了预言之灵”（《圭昂·巴赫的故事》），而余下的则是致命的毒物。凯丽杜恩在完成了所有艰难工作之后坐了下去，并意外地睡着了。而在她睡觉时，那三滴液体从大锅中涌了出来，而圭昂·巴赫将莫尔夫兰撞到了一边，让他自己得到了那三滴液体。他立马就得到了智慧。他从他的智慧中了解到，凯丽杜恩一旦发现了发生了什么，就会非常愤怒，所以他逃走了。
他很快就听到了凯丽杜恩的暴怒和她追赶自己的声音。他将自己变为了一只地上的野兔；而凯丽杜恩则变为了一只灰狗。他又将自己变为了一条鱼并跃入了河中；而凯丽杜恩又变为了一只水獭。他又变为了一只空中的鸟；而作为回应，凯丽杜恩又变为了一只鹰。
筋疲力尽之下，凯丽杜恩设法将他逼进了一座谷仓。在谷仓里，他变为了一颗谷粒，而凯丽杜恩变为了一只有冠黑母鸡并吃了他。凯丽杜恩因此而怀了孕。因为知道这个孩子就是圭昂，所以她决意杀了这个孩子，但是当他出生时，他美丽得令凯丽杜恩无法下手，所以凯丽杜恩将他包在了兽皮里，装在了篮子里，并将他扔进了湖里、河里，或海里——这个故事的不同版本有不同的说法。

### 被埃尔芬发现
当“锡尔迪金之主”圭德诺·加兰希尔的儿子埃尔芬在钓鲑鱼时，他发现了这个婴儿。这个男孩的额头的洁白令埃尔芬吃惊，他叫道：“这是一个‘光芒四射的额头’（威尔士语：tal iesin）。”由此这个婴儿被叫作了塔利埃辛。之后他开始唱那些诗节，这些后来被称为《埃尔芬的安慰（Dehuddiant Elphin）》。他唱道：
美丽的埃尔芬，停止你的哭泣！
尽管没有带来利益。
圭德诺的鱼梁一无所获
始终就跟今晚的一样好。
不要让人痛斥他的是什么；
人们看不见是什么培养了他。
圭德诺的祈祷不会无益的。
神灵不会打破祂的承诺。
美丽的埃尔芬，擦干你的面颊！
变悲伤了，就不是你了。
尽管你认为你一无所获
但过度的悲痛什么都不会带给你，
也不要怀疑主的奇迹。
尽管我很小，但是我有天赋。
来自海与山，来自河流深处
神灵为受祝福者送来礼物。
好性情的埃尔芬——
你的思想是温顺的。
你决不能如此沉痛地哀伤。
神灵的祝福比阴暗的预感更好。
尽管我又虚弱又小
并且湿润地带着迪兰之海的泡沫，
但是在某个竞争之日，我将会为你赢得
六十份以上的财富。
品质非凡的埃尔芬，
不要为你的捕获而悲伤。
尽管我在我的这个睡袋里是虚弱的，
但是我的舌头上有奇迹。
你决不能非常害怕
我正监视着你呢。
记住三一之名
就不会有人能战胜你了。
塔利埃辛在回家的路上一直唱着这些诗节。回家后埃尔芬就将他交给了他的妻子；他们用爱和欢乐一起养大了他。从塔利埃辛成为这个家庭的一部分起，埃尔芬的财富就与日俱增。埃尔芬变得太骄傲，导致了与国王的纷争，但是他奇妙的儿子塔利埃辛拯救了他。

### 迈尔贡·圭内斯的宫廷
之后的某个时候，在一场圣诞节宴会上，许多的领主、骑士及骑士扈从称赞着迈尔贡·圭内斯国王。其中，埃尔芬插嘴说他的妻子比国王的妻子还要纯洁，并且他的吟游诗人比国王的全部吟游诗人们加起来还要娴熟。当国王从他的同伴们那里听到了这些大话，他便十分愤怒并监禁了埃尔芬。
为了测试埃尔芬的声称，迈尔贡派他的儿子里恩（此人有着从未被女人拒绝过的名声）去埃尔芬家中夺去他妻子的贞操。塔利埃辛带着巧妙的计划非常及时地介入，用一个厨女调换了他的女主人。里恩坐下与这位伪装的女仆就餐，并且当她睡着了，里恩便砍掉了她的一根戴着戒指的手指，并且戒指上还有埃尔芬的图章。当国王看到了这个，便想向埃尔芬吹嘘说他的妻子到底没有那么贞洁。埃尔芬之后冷静地检查这根手指并告诉国王这根手指事实上决不是属于他的妻子的。它的大小不对，指甲也修剪得不够整齐，并且还有捏黑麦面团的证据，而他的妻子才不会参与这样的事情。这更令国王愤怒，而埃尔芬被再次监禁。
为了证实埃尔芬关于他的吟游诗人的大话，塔利埃辛也出现在了迈尔贡的宫廷。塔利埃辛以某种超自然的方式魅惑了国王的吟游诗人们，以至于他们只能闭起他们的嘴巴并发出无意义的声音。当国王召唤塔利埃辛来看看为何会这样时，塔利埃辛用一连串的诗节回答了国王。塔利埃辛的智慧震惊了国王，也威吓了他，所以他决定放走埃尔芬。
得到自由之后，塔利埃辛就马上鼓动埃尔芬再与国王打赌谁的马更快。为了证实这个大话，这又导致了一场竞赛。在塔利埃辛的教导下，埃尔芬用烧过的冬青枝条将国王的24匹马的臀部都鞭打了。就在埃尔芬的马获得名次的地方，有一顶帽子被扔在了那里，之后在那个地方又发现了有金子被埋在下面。如此，塔利埃辛回报了他的主人的收留与养育之恩。
塔利埃辛的故事的结局是他将预言告诉给了迈尔贡，预言的内容是关于人类的起源和现在世界将会发生什么的。

## 影响
登比郡的现代威尔士语诗人约翰·戴维斯（John Davies，1841-1894）取了个吟游诗人名字叫塔利埃辛·希赖索格（Taliesin Hiraethog）。世界知名的美国建筑师弗兰克·劳埃德·赖特之母安娜·劳埃德·琼斯（Anna Lloyd Jones）出生在威尔士。赖特将他在威斯康辛的家和工作室命名为了“塔利埃辛”在纪念这位诗人。深紫乐队的第二张录音室专辑被命名为《塔利埃辛之书（The Book of Taliesyn）》，以纪念这位吟游诗人。

## 脚注
1. ↑  by Welsh scholar Ifor Williams.
威尔士学者艾弗·威廉姆斯所为。
2. 1 2 3  Griffin (1887).
格里芬 (1887).
3. ↑  Ifor Williams, Canu Taliesin (University of Wales Press, 1960), poem I.
艾弗·威廉姆斯, 塔利埃辛之歌 (威尔士大学出版社, 1960), 诗歌1.
4. ↑  Gathering the Jewels website, accessed Nov 2011 的存檔，存档日期2016-09-05.
“采宝石”网站，存取于2011年11月 的存檔，存档日期2016-09-05. （英文）